# Stensioella
Stensioella heintzi
Genre
Espèce
Stensioella est un genre éteint de placodermes basaux ayant vécu au Dévonien, il y a -402 à -360 millions d'années avant notre ère. Il n'est représenté que par son espèce type, Stensioella heintzi.

## Étymologie
Le nom de genre honore le paléontologue suédois Erik Stensiö.

## Description

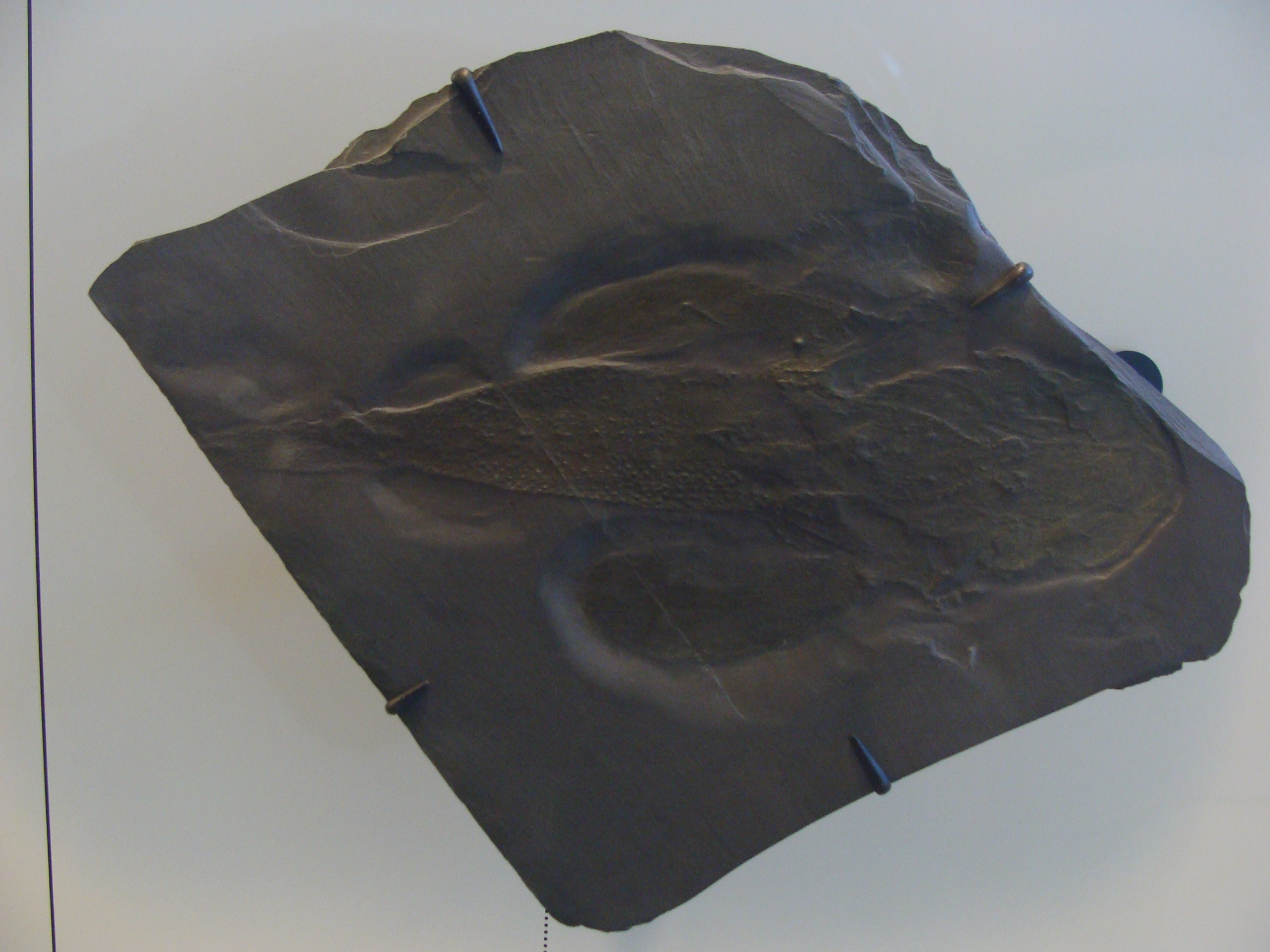
Fossile de Stensioella heintzi.

Contrairement aux autres placodermes, il possédait deux longues nageoires de 25 cm de long. Le corps du poisson mesurait 40 cm. 

## Systématique
Le nom valide complet (avec auteur) de ce taxon est Stensioella Broili, 1933.